# 111 Puppis
111 Puppis (n Puppis) é uma estrela na direção da Puppis. Possui uma ascensão reta de 07h 34 m 18.67s e uma declinação de −23° 28′ 25.2″. Sua magnitude aparente é igual a 5.06. Considerando sua distância de 95 anos-luz em relação à Terra, sua magnitude absoluta é igual a 2.74. Pertence à classe espectral F6V.